# Piccole navi di Dunkerque
Le Piccole navi di Dunkerque erano circa 850 imbarcazioni private che salparono da Ramsgate in Inghilterra a Dunkerque nel Nord della Francia tra il 26 maggio e il 4 giugno 1940 come parte dell'operazione Dynamo, aiutando a salvare più di 336 000 britannici, francesi e altri alleati soldati rimasti intrappolati sulle spiagge di Dunkerque durante la seconda guerra mondiale.

## Panoramica
La situazione delle truppe, che erano state bloccate dall'avanzata verso la Francia da una manovra a tenaglia dell'esercito tedesco, fu considerata dal primo ministro britannico Winston Churchill come la più grande sconfitta militare degli ultimi secoli. Sembrava probabile che ciò costasse la guerra al Regno Unito, poiché la maggior parte del corpo di spedizione britannico era intrappolato, lasciando il paese vulnerabile all'invasione da parte della Germania. A causa delle acque poco profonde, i cacciatorpediniere britannici non erano in grado di avvicinarsi alle spiagge, costringendo i soldati ad aspettare le barche più piccole per essere trasportati a bordo. In molti casi l'attesa durava ore, in acque profonde fino alle spalle.
Il 27 maggio, la sezione delle imbarcazioni di piccole dimensioni del Ministero della Navigazione britannico telefonò ai costruttori di barche lungo la costa, chiedendo loro di raccogliere tutte le barche con "basso profilo", che quindi potevano navigare in acque poco profonde. L'attenzione fu rivolta alle imbarcazioni da diporto, agli yacht privati e alle lance ormeggiate sul Tamigi e lungo le coste sud ed est. Alcune furono prese con il permesso dei proprietari – alcuni dei quali insistettero per navigarle loro stessi – mentre altre sono state requisite dal governo senza che i proprietari potessero essere contattati. Le barche furono controllate per assicurarsi che fossero idonee alla navigazione, rifornite di carburante e portate a Ramsgate per salpare per Dunkerque. L'equipaggio era principalmente composto da ufficiali della Royal Navy, marinai e volontari esperti. 
Una volta raggiunta la Francia, alcune barche funsero da navette tra le spiagge e i cacciatorpediniere, traghettando i soldati sulle navi da guerra. Altre riportarono centinaia di soldati a Ramsgate, in Inghilterra, protetti dalla Royal Air Force dai continui attacchi della Luftwaffe.
Secondo l'Associazione delle piccole navi di Dunkerque, il termine "piccola nave" si applica a tutte le imbarcazioni originariamente di proprietà privata e comprende navi commerciali come chiatte, pescherecci e piroscafi da diporto.

## Risultati
In nove giorni, 192 226 soldati britannici e 139 000 francesi – più di 331 000 in totale – furono salvati dalle 700 piccole navi arrivate dall'Inghilterra, insieme con circa 220 navi da guerra. L'operazione di salvataggio trasformò un disastro militare in una storia di eroismo che servì a sollevare il morale dei britannici.